# Campeonato de Fórmula E de 2017–18
O Campeonato de Fórmula E de 2017–18 foi a quarta temporada do campeonato de automobilismo para veículos elétricos reconhecido pela Federação Internacional de Automobilismo (FIA), como a categoria mais alta entre as competições de monopostos elétricos. Teve início em 2 de dezembro de 2017 em Hong Kong (China) e terminou na corrida dupla de Nova Iorque (Estados Unidos) no dia 15 de julho de 2018.
2017–18 foi a última temporada que o chassi Spark-Renault SRT_01E — que estreou na temporada de 2014–15 da Fórmula E — foi usado na competição; já que um novo pacote de chassi foi lançado para a temporada de 2018–19.
Lucas Di Grassi iniciou a temporada defendendo o título de campeão de pilotos depois de garantir sua primeira conquista no ePrix de Montreal de 2017. A Renault e.dams começou a temporada como a equipe campeã, tendo conquistado seu terceiro título consecutivo no mesmo evento.
O piloto da Techeetah, Jean-Éric Vergne, sagrou-se campeão com 198 pontos, superando Lucas Di Grassi e Sam Bird. A Audi Sport ABT Schaeffler venceu o seu primeiro Campeonato de Equipes, derrotando a Techeetah por uma pequena margem de dois pontos.

## Pilotos e equipes
Os três primeiros colocados da temporada de 2017–18:
| Campeão          | Vice-campeão              | Terceiro lugar   |
| ---------------- | ------------------------- | ---------------- |
|                  |                           |                  |
| Jean-Éric Vergne | Lucas Di Grassi           | Sam Bird         |
| Techeetah        | Audi Sport ABT Schaeffler | DS Virgin Racing |

Os seguintes pilotos e equipes participaram do Campeonato de Fórmula E de 2017–18:
| Equipe                    | Fabricante     | Trem de força        | N° | Pilotos                | Etapas    |
| ------------------------- | -------------- | -------------------- | -- | ---------------------- | --------- |
| Audi Sport ABT Schaeffler | Spark-Audi     | Audi e-tron FE04     | 1  | Lucas Di Grassi        | Todas     |
| Audi Sport ABT Schaeffler | Spark-Audi     | Audi e-tron FE04     | 66 | Daniel Abt             | Todas     |
| Dragon Racing             | Spark-Penske   | Penske EV-2          | 6  | Neel Jani              | 1–2       |
| Dragon Racing             | Spark-Penske   | Penske EV-2          | 6  | José María López       | 3–12      |
| Dragon Racing             | Spark-Penske   | Penske EV-2          | 7  | Jérôme d'Ambrosio      | Todas     |
| DS Virgin Racing          | Spark-DS       | DS Virgin DSV-03     | 2  | Sam Bird               | Todas     |
| DS Virgin Racing          | Spark-DS       | DS Virgin DSV-03     | 36 | Alex Lynn              | Todas     |
| Mahindra Racing           | Spark-Mahindra | Mahindra M4Electro   | 19 | Felix Rosenqvist       | Todas     |
| Mahindra Racing           | Spark-Mahindra | Mahindra M4Electro   | 23 | Nick Heidfeld          | Todas     |
| MS&AD Andretti Formula E  | Spark-Andretti | Andretti ATEC-03     | 27 | Kamui Kobayashi        | 1–2       |
| MS&AD Andretti Formula E  | Spark-Andretti | Andretti ATEC-03     | 27 | Tom Blomqvist          | 3–8       |
| MS&AD Andretti Formula E  | Spark-Andretti | Andretti ATEC-03     | 27 | Stéphane Sarrazin      | 9-12      |
| MS&AD Andretti Formula E  | Spark-Andretti | Andretti ATEC-03     | 28 | António Félix da Costa | Todas     |
| NIO Formula E Team        | Spark-NIO      | NextEV NIO Sport 003 | 16 | Oliver Turvey          | 1–11      |
| NIO Formula E Team        | Spark-NIO      | NextEV NIO Sport 003 | 16 | Ma Qing Hua            | 12        |
| NIO Formula E Team        | Spark-NIO      | NextEV NIO Sport 003 | 68 | Luca Filippi           | 1–7, 9-10 |
| NIO Formula E Team        | Spark-NIO      | NextEV NIO Sport 003 | 68 | Ma Qing Hua            | 8         |
| Panasonic Jaguar Racing   | Spark-Jaguar   | Jaguar I-Type II     | 3  | Nelson Piquet Jr.      | Todas     |
| Panasonic Jaguar Racing   | Spark-Jaguar   | Jaguar I-Type II     | 20 | Mitch Evans            | Todas     |
| Renault e.dams            | Spark-Renault  | Renault Z.E. 17      | 8  | Nicolas Prost          | Todas     |
| Renault e.dams            | Spark-Renault  | Renault Z.E. 17      | 9  | Sébastien Buemi        | Todas     |
| Techeetah                 | Spark-Renault  | Renault Z.E. 17      | 18 | André Lotterer         | Todas     |
| Techeetah                 | Spark-Renault  | Renault Z.E. 17      | 25 | Jean-Éric Vergne       | Todas     |
| Venturi Formula E Team    | Spark-Venturi  | Venturi VM200-FE-03  | 4  | Edoardo Mortara        | 1–8, 10   |
| Venturi Formula E Team    | Spark-Venturi  | Venturi VM200-FE-03  | 4  | Tom Dillmann           | 9, 11–12  |
| Venturi Formula E Team    | Spark-Venturi  | Venturi VM200-FE-03  | 5  | Maro Engel             | Todas     |
| Fonte:                    |                |                      |    |                        |           |

### Mudanças nas equipes

#### Alterações de nome
A lista oficial de inscritos para a temporada de 2017-18 continha uma série de mudanças de nome das equipes. Estes foram:
- A ABT Schaeffler Audi Sport tornou-se a Audi Sport ABT Schaeffler, refletindo o aumento do envolvimento da Audi.
- A Faraday Future Dragon Racing retirou o nome Faraday Future da nomenclatura oficial para se tornar a Dragon Racing.
- A NextEV NIO Formula E retirou o nome NextEV da denominação oficial para se tornar a NIO Formula E Team.
- A MS Amlin Andretti tornou-se a MS&AD Andretti Formula E,[17] aguardando a cooperação futura com a BMW.[35]

## Calendário
As seguintes corridas foram realizadas como parte do Campeonato de Fórmula E de 2017–18:
| Corrida | ePrix                          | País           | Circuito                                   | Data                   |
| ------- | ------------------------------ | -------------- | ------------------------------------------ | ---------------------- |
| 1       | ePrix de Hong Kong Corrida 1   | Hong Kong      | Circuito Central Harbourfront de Hong Kong | 2 de dezembro de 2017  |
| 2       | ePrix de Hong Kong Corrida 2   | Hong Kong      | Circuito Central Harbourfront de Hong Kong | 3 de dezembro de 2017  |
| 3       | ePrix de Marraquexe            | Marrocos       | Circuito Internacional Moulay El Hassan    | 13 de janeiro de 2018  |
| 4       | ePrix de Santiago              | Chile          | Circuito Urbano de Santiago                | 3 de fevereiro de 2018 |
| 5       | ePrix da Cidade do México      | México         | Autódromo Hermanos Rodríguez               | 3 de março de 2018     |
| 6       | ePrix de Punta del Este        | Uruguai        | Circuito Urbano de Punta del Este          | 17 de março de 2018    |
| 7       | ePrix de Roma                  | Itália         | Circuto Cittadino dell’EUR                 | 14 de abril de 2018    |
| 8       | ePrix de Paris                 | França         | Circuito Urbano de Paris                   | 28 de abril de 2018    |
| 9       | ePrix de Berlim                | Alemanha       | Circuito do Aeroporto Berlim-Tempelhof     | 19 de maio de 2018     |
| 10      | ePrix de Zurique               | Suíça          | Circuito Urbano de Zurique                 | 10 de junho de 2018    |
| 11      | ePrix de Nova Iorque Corrida 1 | Estados Unidos | Circuito Urbano do Brooklyn                | 14 de julho de 2018    |
| 12      | ePrix de Nova Iorque Corrida 2 | Estados Unidos | Circuito Urbano do Brooklyn                | 15 de julho de 2018    |
| Fonte:  |                                |                |                                            |                        |

### Mudanças no calendário
- Em maio de 2017, circulou um calendário provisório para a temporada de 2017-18.[37][36] Em setembro, o calendário completo foi anunciado. Este calendário incluía novas corridas em Santiago, São Paulo, Roma e Zurique, esta última marcou a primeira vez desde 1955, que um evento de automobilismo foi realizado na Suíça.[38] A rodada de Buenos Aires foi interrompida, enquanto a rodada de Mônaco não foi realizada devido ao Grande Prêmio Histórico de Mônaco de 2018. Posteriormente, em 30 de novembro de 2017, foi anunciado que a corrida de São Paulo seria adiada para 2019, com uma corrida sendo realizada em outro lugar para substituí-la no cronograma.[39] Mais tarde, foi anunciado que Punta del Este, no Uruguai, que esteve presente no calendário das duas primeiras temporadas, retornaria no lugar de São Paulo.[40] Em 18 de dezembro de 2017, a rodada de Montreal foi cancelada com o prefeito da cidade, citando o aumento dos custos para o contribuinte.[41] Em 18 de janeiro de 2018, foi anunciado que a etapa não seria substituída, diminuindo assim o calendário para doze corridas.[42]

## Resultados e classificações

### ePrix
| Etapa | Corrida          | Pole position    | Volta mais rápida | Vencedor         | Equipe                    | Descrição |
| ----- | ---------------- | ---------------- | ----------------- | ---------------- | ------------------------- | --------- |
| 1     | Hong Kong        | Jean-Éric Vergne | Jérôme d'Ambrosio | Sam Bird         | DS Virgin Racing          | Descrição |
| 2     | Hong Kong        | Felix Rosenqvist | Lucas Di Grassi   | Felix Rosenqvist | Mahindra Racing           | Descrição |
| 3     | Marraquexe       | Sebastien Buemi  | Nelson Piquet Jr. | Felix Rosenqvist | Mahindra Racing           | Descrição |
| 4     | Santiago         | Jean-Éric Vergne | Sam Bird          | Jean-Éric Vergne | Techeetah                 | Descrição |
| 5     | Cidade do México | Felix Rosenqvist | Lucas Di Grassi   | Daniel Abt       | Audi Sport ABT Schaeffler | Descrição |
| 6     | Punta del Este   | Jean-Éric Vergne | José María López  | Jean-Éric Vergne | Techeetah                 | Descrição |
| 7     | Roma             | Felix Rosenqvist | Daniel Abt        | Sam Bird         | DS Virgin Racing          | Descrição |
| 8     | Paris            | Jean-Éric Vergne | Lucas Di Grassi   | Jean-Éric Vergne | Techeetah                 | Descrição |
| 9     | Berlim           | Daniel Abt       | Daniel Abt        | Daniel Abt       | Audi Sport ABT Schaeffler | Descrição |
| 10    | Zurique          | Mitch Evans      | André Lotterer    | Lucas Di Grassi  | Audi Sport ABT Schaeffler | Descrição |
| 11    | Nova Iorque      | Sebastien Buemi  | Felix Rosenqvist  | Lucas Di Grassi  | Audi Sport ABT Schaeffler | Descrição |
| 12    | Nova Iorque      | Sebastien Buemi  | Daniel Abt        | Jean-Éric Vergne | Techeetah                 | Descrição |

### Sistema de pontuação
Os pontos foram concedidos para os dez primeiros colocados em cada corrida, para o pole position e, também, para o piloto, entre os dez primeiros, que marcar a volta mais rápida, usando o seguinte sistema:
| 1º | 2º | 3º | 4º | 5º | 6º | 7º | 8º | 9º | 10º | P | V |
| -- | -- | -- | -- | -- | -- | -- | -- | -- | --- | - | - |
| 25 | 18 | 15 | 12 | 10 | 8  | 6  | 4  | 2  | 1   | 3 | 1 |

### Classificação do Campeonato de Pilotos
| Pos.   | Piloto                 | HKG | HKG  | MAR | SAN  | MEX  | PDE  | ROM | PAR | BER | ZUR | NIQ | NIQ | Pts |
| ------ | ---------------------- | --- | ---- | --- | ---- | ---- | ---- | --- | --- | --- | --- | --- | --- | --- |
| 1      | Jean-Éric Vergne       | 2   | 4    | 5   | 1    | 5    | 1    | 5   | 1   | 3   | 10  | 5*  | 1*  | 198 |
| 2      | Lucas Di Grassi        | 17  | 14   | Ret | Ret  | 9*   | 2    | 2*  | 2*  | 2   | 1*  | 1   | 2   | 144 |
| 3      | Sam Bird               | 1   | 5    | 3   | 5    | 17   | 3    | 1   | 3   | 7   | 2   | 9   | 10  | 143 |
| 4      | Sébastien Buemi        | 11  | 10   | 2*  | 3*   | 3*   | Ret* | 6   | 5*  | 4*  | 5*  | 3*  | 4*  | 125 |
| 5      | Daniel Abt             | 5*1 | DSQ* | 10* | Ret* | 1    | 14*  | 4*  | 7*  | 1*  | 13* | 2*1 | 3*  | 120 |
| 6      | Felix Rosenqvist       | 14  | 1    | 1   | 4    | Ret* | 5*   | Ret | 8   | 11* | 15  | 14  | 5   | 96  |
| 7      | Mitch Evans            | 12  | 3    | 11  | 7    | 6    | 4    | 9   | 15  | 6   | 7   | Ret | 6   | 68  |
| 8      | André Lotterer         | DSQ | 13   | Ret | 2    | 13   | 12   | 3   | 6   | 9   | 4   | 7   | 9   | 64  |
| 9      | Nelson Piquet Jr.      | 4   | 12   | 4   | 6    | 4    | Ret  | Ret | Ret | 12  | Ret | Ret | 7   | 51  |
| 10     | Oliver Turvey          | 16  | 6    | Ret | 14   | 2    | 7    | 12  | 9   | 5   | 9   | NL  |     | 46  |
| 11     | Nick Heidfeld          | 3   | 16   | 7   | Ret  | Ret  | Ret  | 16  | 11  | 10  | 6   | 6   | 8   | 42  |
| 12     | Maro Engel             | 13  | 7    | 12  | Ret  | 16   | 10   | 8   | 4   | 8   | 11  | 8   | Ret | 31  |
| 13     | Edoardo Mortara        | 7   | 2    | 17† | 13   | 8    | 17   | 10  | 13  |     | Ret |     |     | 29  |
| 14     | Jérôme d'Ambrosio      | NC  | 15   | 15  | 8    | 11   | 9    | 7   | 12  | 19  | 3   | 13  | Ret | 27  |
| 15     | António Félix da Costa | 6   | 11   | 14  | 9    | 7    | 11   | 11  | Ret | 15  | 8   | 11  | 15  | 20  |
| 16     | Alex Lynn              | 8   | 9    | 9   | Ret  | 10   | 6    | Ret | 14  | 16  | 16  | Ret | 14  | 17  |
| 17     | José María López       |     |      | 6   | Ret* | 12   | 8    | 17† | 10  | 18  | 12  | Ret | Ret | 14  |
| 18     | Tom Dillmann           |     |      |     |      |      |      |     |     | 13  |     | 4   | Ret | 12  |
| 19     | Nico Prost             | 9   | 8    | 13  | 10   | Ret  | 15   | 14  | 16  | 14  | Ret | 10  | 11  | 8   |
| 20     | Tom Blomqvist          |     |      | 8   | 11   | 15   | 16   | 15  | Ret |     |     |     |     | 4   |
| 21     | Luca Filippi           | 10* | Ret* | 16  | 12   | 14   | 13   | 13* |     | 17  | Ret | 15  | Ret | 1   |
| 22     | Stéphane Sarrazin      |     |      |     |      |      |      |     |     | 20  | 14  | 12  | 12  | 0   |
| 23     | Ma Qing Hua            |     |      |     |      |      |      |     | 17  |     |     |     | 13  | 0   |
| 24     | Kamui Kobayashi        | 15* | 17*  |     |      |      |      |     |     |     |     |     |     | 0   |
| 25     | Neel Jani              | 18  | 18   |     |      |      |      |     |     |     |     |     |     | 0   |
| Pos.   | Piloto                 | HKG | HKG  | MAR | SAN  | MEX  | PDE  | ROM | PAR | BER | ZUR | NIQ | NIQ | Pts |
| Fante: |                        |     |      |     |      |      |      |     |     |     |     |     |     |     |

| Cor      | Resultado                      |
| -------- | ------------------------------ |
| Ouro     | Vencedor                       |
| Prata    | 2º lugar                       |
| Bronze   | 3º lugar                       |
| Verde    | Terminou, nos pontos           |
| Azul     | Terminou, sem pontos           |
| Azul     | Terminou, sem classificar (NC) |
| Púrpura  | Retirou-se (Ret)               |
| Vermelho | Não qualificado (NQ)           |
| Vermelho | Não pré-qualificado (NPQ)      |
| Preto    | Desqualificado (DSQ)           |
| Branco   | Não largou (NL)                |
| Branco   | Desistência (WD)               |
| Branco   | Corrida cancelada (C)          |
| Sem cor  | Não participou (NP)            |
| Sem cor  | Excluído (EX)                  |

† – O piloto não terminou o ePrix, mas foi classificado por ter completado mais de 90% da distância da corrida.

### Classificação do Campeonato de Equipes
| Pos. | Equipe                    | No. | HKG | HKG | MAR | SAN | MEX | PDE | ROM | PAR | BER | ZUR | NIQ | NIQ | Pts |
| ---- | ------------------------- | --- | --- | --- | --- | --- | --- | --- | --- | --- | --- | --- | --- | --- | --- |
| 1    | Audi Sport ABT Schaeffler | 1   | 17  | 14  | Ret | Ret | 9   | 2   | 2   | 2   | 2   | 1   | 1   | 2   | 264 |
| 1    | Audi Sport ABT Schaeffler | 66  | 5   | DSQ | 10  | Ret | 1   | 14  | 4   | 7   | 1   | 13  | 2   | 3   | 264 |
| 2    | Techeetah                 | 18  | DSQ | 13  | Ret | 2   | 13  | 12  | 3   | 6   | 9   | 4   | 7   | 9   | 262 |
| 2    | Techeetah                 | 25  | 2   | 4   | 5   | 1   | 5   | 1   | 5   | 1   | 3   | 10  | 5   | 1   | 262 |
| 3    | DS Virgin Racing          | 2   | 1   | 5   | 3   | 5   | Ret | 3   | 1   | 3   | 7   | 2   | 9   | 10  | 160 |
| 3    | DS Virgin Racing          | 36  | 8   | 9   | 9   | Ret | 10  | 6   | Ret | 14  | 16  | 16  | Ret | 14  | 160 |
| 4    | Mahindra Racing           | 19  | 14  | 1   | 1   | 4   | Ret | 5   | Ret | 8   | 11  | 15  | 14  | 5   | 138 |
| 4    | Mahindra Racing           | 23  | 3   | 16  | 7   | Ret | Ret | Ret | 16  | 11  | 10  | 6   | 6   | 8   | 138 |
| 5    | Renault e.dams            | 8   | 9   | 8   | 13  | 10  | Ret | 15  | 14  | 16  | 14  | Ret | 10  | 11  | 133 |
| 5    | Renault e.dams            | 9   | 11  | 10  | 2   | 3   | 3   | Ret | 6   | 5   | 4   | 5   | 3   | 4   | 133 |
| 6    | Panasonic Jaguar Racing   | 3   | 4   | 12  | 4   | 6   | 4   | Ret | Ret | Ret | 12  | Ret | Ret | 7   | 119 |
| 6    | Panasonic Jaguar Racing   | 20  | 12  | 3   | 11  | 7   | 6   | 4   | 9   | 12  | 6   | 7   | Ret | 6   | 119 |
| 7    | Venturi Formula E Team    | 4   | 7   | 2   | 17† | 13  | 8   | 17  | 10  | 4   | 13  | Ret | 4   | Ret | 72  |
| 7    | Venturi Formula E Team    | 5   | 13  | 7   | 12  | Ret | 16  | 10  | 8   | 13  | 8   | 11  | 8   | Ret | 72  |
| 8    | NIO Formula E Team        | 16  | 16  | 6   | Ret | 14  | 2   | 7   | 12  | 9   | 5   | 9   | NL  | 13  | 47  |
| 8    | NIO Formula E Team        | 68  | 10  | Ret | 16  | 12  | 14  | 13  | 13  | 17  | 17  | Ret | 15  | Ret | 47  |
| 9    | Dragon                    | 6   | 18  | 18  | 6   | Ret | 12  | 8   | 17† | 10  | 18  | 12  | Ret | Ret | 41  |
| 9    | Dragon                    | 7   | NC  | 15  | 15  | 8   | 11  | 9   | 7   | 12  | 19  | 3   | 13  | Ret | 41  |
| 10   | MS&AD Andretti Formula E  | 27  | 15  | 17  | 8   | 11  | 15  | 16  | 15  | Ret | 20  | 14  | 12  | 12  | 24  |
| 10   | MS&AD Andretti Formula E  | 28  | 6   | 11  | 14  | 9   | 7   | 11  | 11  | Ret | 15  | 8   | 11  | 15  | 24  |
| Pos. | Equipe                    | No. | HKG | HKG | MAR | SAN | MEX | PDE | ROM | PAR | BER | ZUR | NIQ | NIQ | Pts |

| Cor      | Resultado                      |
| -------- | ------------------------------ |
| Ouro     | Vencedor                       |
| Prata    | 2º lugar                       |
| Bronze   | 3º lugar                       |
| Verde    | Terminou, nos pontos           |
| Azul     | Terminou, sem pontos           |
| Azul     | Terminou, sem classificar (NC) |
| Púrpura  | Retirou-se (Ret)               |
| Vermelho | Não qualificado (NQ)           |
| Vermelho | Não pré-qualificado (NPQ)      |
| Preto    | Desqualificado (DSQ)           |
| Branco   | Não largou (NL)                |
| Branco   | Desistência (WD)               |
| Branco   | Corrida cancelada (C)          |
| Sem cor  | Não participou (NP)            |
| Sem cor  | Excluído (EX)                  |